# Papel jezik
Papel jezik (ISO 639-3: pbo; moium, oium, papei, pepel), jedan od tri jezika bakske podskupine manjaku-papel koju čini zajedno s jezicima mandjak [mfv] i mankanya [knf], svi iz Guinej Bissau. Govori ga 140 200 ljudi od čega u Gvineji Bisau 136 000 (2006), a ostali u Senegalu.

## Vanjske poveznice
- Ethnologue (14th)
- Ethnologue (15th)